# The Umbrella Academy: Apocalypse suite
The Umbrella Academy: Apocalypse suite (cuyo título en español es Suite apocalíptica, Suite apocalipsis o La suite del apocalipsis) es la primera serie de la historieta The Umbrella Academy, escrita por el estadounidense Gerard Way, ilustrada por el brasilero Gabriel Bá y publicada por primera vez entre 2007 y 2008 por Dark Horse Comics. Es una miniserie compuesta por seis capítulos. Su trama desarrolla la reunión en la adultez de siete niños especiales que fueron criados para salvar al mundo.

## Contenido

### Trama
La trama de The Umbrella Academy: Apocalypse suite consiste en la reunión en la adultez de siete niños con poderes extraños y no tradicionales, que fueron criados para salvar al mundo. Gerard Way ha explicado que el cómic, fundamentalmente, trata sobre ser obligado a salvar a la humanidad y sobre cumplir con las expectativas parentales.
En las primeras páginas del primer capítulo, se muestran y narran escenas en que Sir Reginald Hargreeves, un científico que en realidad es un alienígena, adopta a niños nacidos de proveniencia misteriosa, y en que la torre Eiffel adquiere vida propia y comienza a atacar a París.

### Capítulos
Apocalypse suite está compuesta por seis capítulos:
1. The day the Eiffel Tower went berserk
2. We only see each other at weddings and funerals
3. Dr. Terminal's answer
4. Baby, I'll be your Frankenstein
5. Thank you for the coffee
6. Finale or Brothers and sisters, I am an atomic bomb

## Recepción

### Crítica
De acuerdo al diario The New York Times, Apocalypse suite al momento de la publicación de su segundo capítulo había recibido «críticas en general positivas» en sitios de internet.

### Premios
The Umbrella Academy: Apocalypse suite fue galardonada con un premio Eisner en su edición de 2008, en la categoría de mejor serie limitada.